# Martwy kogut (obraz Gabriëla Metsu)
Martwy kogut – obraz olejny namalowany przez holenderskiego malarza Gabriëla Metsu w 1659–1660, znajdujący się w zbiorach hiszpańskiego Muzeum Narodowego Prado w Madrycie.

## Opis
Ostatnia konserwacja pozwoliła znacznie lepiej ocenić ten obraz, ponieważ gruba warstwa utlenionego laserunku, która wcześniej pokryła powierzchnię, uniemożliwiła ocenę przestrzeni i głębokości kompozycji. W rezultacie ciało koguta nie jest już zarysowane na ciemnym prostym tle, ale wyraźnie widać, że zwisa nad stołem przywiązane sznurkiem do gwoździa za lewą nogę w architektonicznej przestrzeni z widocznym łukiem w tle. Techniczna realizacja obrazu jest idealna i ujawnia talent Gabriëla Metsu jako kreślarza oraz łatwość stosowania przez niego tekstur. Kolor nakładany na czerwonawe tło z płynnymi pociągnięciami pędzla, wywołują delikatną gładkość białego upierzenia koguta w naturalny sposób. Światło wpadające ze źródła z lewej strony, poza polem widzenia, oświetla ciało ptaka, przekształcając je w błysk bieli i czerwieni, który rozświetla otaczający półmrok.
Martwy kogut to jedna z niewielu martwych natur Gabriëla Metsu zachowanych do dziś. Obraz nawiązuje do przedstawień ubitego ptactwa łownego wiszącego na jednej nodze, które były kultywowane przez holenderskich malarzy takich jak Jan Baptist Weenix (1621–1659/61), Elias Vonck (1605–1652) i Matthias Bloem (aktywny w latach 1643–1668). Mogło to być źródłem inspiracji dla innego holenderskiego malarza Willema van Aelsta (1627–1683) w jego Dwóch kogutach zawieszonych na sznurku, sygnowanych i datowanych w 1681.